# 入沢淳
入澤 淳（いりさわ じゅん、1956年4月11日 - ）は、神奈川県川崎市出身の元プロ野球選手（捕手）・コーチ。

## 経歴
桐蔭学園高校では2年次の1973年、4番・捕手として夏の甲子園県予選決勝に進むが、藤沢商に敗退。同年の秋季関東大会県予選でも決勝に進むが、エース永川英植を擁する横浜高に再試合の末に敗退。100mを11秒7で走る俊足で、地元では大物捕手と騒がれ、同年にはさらに県選抜チームの一員としてフィリピン遠征も経験している。高校の1年下に長内孝、水上善雄がいる。
1974年のドラフト5位でロッテオリオンズに入団。当初は「大物捕手」と期待されながらも伸び悩みを続け、村上公康・土肥健二ら捕手陣の壁を破れなかった。二軍でも1977年にはイースタン・リーグで22試合にマスクを被りながら打率.189と低迷。
1978年には新加入した野村克也から合同練習に入って直接、コーチを受けたが、一軍には出場できなかった。
1984年には土屋正勝とのトレードで中日ドラゴンズへ移籍する。
1986年限りで現役を引退。
ドラフト指名入団で一軍公式戦出場機会ゼロに終わったプロ野球選手の中では、在籍12年は最長記録である。
現役時から主にブルペンでの調整役を務めており、引退後は中日で二軍バッテリーコーチ補佐（1988年 - 1989年, 1992年）・二軍バッテリーコーチ（1990年 - 1991年）・一軍バッテリーコーチ補佐（1993年 - 1994年）、ロッテで一軍バッテリーコーチ（1995年 - 1996年）を務めた。中日コーチ時代の1994年6月22日の横浜戦（ナゴヤ）で、与田剛の死球によりブラッグスによる乱闘になった際はブルペン捕手登録であったにもかかわらずロバート・ローズに手を出したとしてセ・リーグから厳重注意、制裁金5万円の処分を受けた。
ロッテ退団後は水谷建設へ入社。

## 詳細情報

### 年度別打撃成績
- 一軍公式戦出場なし

### 背番号
- 44 （1975年 - 1983年）
- 56 （1984年 - 1985年）
- 66 （1986年）
- 87 （1987年 - 1991年、1995年 - 1996年）
- 78 （1992年）
- 79 （1993年 - 1994年）